# Liste der Naturdenkmale in Woldert
Die Liste der Naturdenkmale in Woldert nennt die im Gemeindegebiet von Woldert ausgewiesenen Naturdenkmale (Stand 9. Oktober 2013).

## Naturdenkmale
| Nr.         | Bezeichnung  | Lage                                                           | Beschreibung | Bild                          |
| ----------- | ------------ | -------------------------------------------------------------- | ------------ | ----------------------------- |
| ND-7138-418 | Wilder Stein | Hilgert, östlich des Ortes; Abteilung Vor dem Mammelstück Lage | Basaltsäulen | mehr Fotos \| Fotos hochladen |